# Konstsim vid världsmästerskapen i simsport 2024 – Mixat tekniskt parprogram
Mixat tekniskt parprogram i konstsim vid världsmästerskapen i simsport 2024 avgjordes mellan den 3 och 4 februari 2024 i Aspire Dome i Doha i Qatar.
Nargiza Bolatova och Eduard Kim från Kazakstan tog guld, Cheng Wentao och Shi Haoyu från Kina tog silver samt Miranda Barrera och Diego Villalobos från Mexiko tog brons.

## Resultat
Kvalet startade den 3 februari klockan 09:30. Finalen startade den 4 februari klockan 20:00.
| Placering | Simmare                                  | Nationalitet | Kval     | Kval      | Final            | Final            |
| Placering | Simmare                                  | Nationalitet | Poäng    | Placering | Poäng            | Placering        |
| --------- | ---------------------------------------- | ------------ | -------- | --------- | ---------------- | ---------------- |
| 1         | Nargiza Bolatova Eduard Kim              | Kazakstan    | 233,3217 | 4         | 228,0050         | 1                |
| 2         | Cheng Wentao Shi Haoyu                   | Kina         | 250,5150 | 1         | 223,3166         | 2                |
| 3         | Miranda Barrera Diego Villalobos         | Mexiko       | 217,6450 | 5         | 217,5192         | 3                |
| 4         | Dennis González Mireia Hernández         | Spanien      | 237,6200 | 3         | 214,4833         | 4                |
| 5         | Nicolás Campos Theodora Garrido          | Chile        | 217,3200 | 6         | 214,2950         | 5                |
| 6         | Giorgio Minisini Susanna Pedotti         | Italien      | 248,8633 | 2         | 204,3316         | 6                |
| 7         | Sandra Freund David Martinez             | Sverige      | 199,0434 | 8         | 199,9283         | 7                |
| 8         | Jennifer Cerquera Gustavo Sánchez        | Colombia     | 214,9517 | 7         | 197,3592         | 8                |
| 9         | Bernardo Santos Anna Giulia Veloso       | Brasilien    | 196,6817 | 9         | 196,6433         | 9                |
| 10        | Jelena Kontić Ivan Martinović            | Serbien      | 187,8333 | 10        | 186,0100         | 10               |
| 11        | Kantinan Adisaisiributr Voranan Toomchay | Thailand     | 187,0349 | 11        | 183,6733         | 11               |
| 12        | Hristina Cherkezova Dimitar Isaev        | Bulgarien    | 151,0600 | 12        | 155,3433         | 12               |
| 13        | Andy Ávila Carelys Valdés                | Kuba         | 146,6900 | 13        | Gick inte vidare | Gick inte vidare |